# 多治比池守
多治比 池守（たじひ の いけもり）は、飛鳥時代から奈良時代にかけての公卿。左大臣・多治比嶋の長男。官位は従二位・大納言。

## 経歴
持統天皇7年（693年）直広肆（従五位下に相当）に叙せられる。
和銅元年（708年）2月に平城京への遷都の詔が出ると、3月に民部卿に任ぜられ、9月には阿倍宿奈麻呂と共に造平城京司長官に任ぜられ平城宮の造営を担当する（この時の位階は従四位下）。和銅3年（710年）3月に平城京への遷都が行われると、4月には右京大夫となり引き続き平城京の整備に従事した。和銅6年（713年）正四位下、和銅7年（714年）従三位と元明朝末にかけて昇進を果たした。
和銅8年（715年）大宰帥に任ぜられると、霊亀3年（717年）には地方官としての善政を賞されて綾10疋・絹20疋・絁30疋・綿300屯・布100端を与えられた。その後、左大臣・石上麻呂の薨去に伴う養老2年（718年）の人事異動で中納言に、右大臣・藤原不比等の薨去に伴う養老5年（721年）の人事異動で大納言、養老7年（723年）には正三位と、元正朝でも順調に昇進し、長屋王政権が確立されると左大臣・長屋王に次ぐ地位を占めた。
聖武朝の神亀4年（727年）正月に従二位に昇進し、同年11月には百官を率いて聖武天皇の皇太子・阿倍内親王（のち孝謙天皇）に拝謁した。神亀6年（729年）長屋王の変が発生した際には長屋王邸に派遣されて王の窮問を担当している。長屋王が失脚した後、太政官では知太政官事・舎人親王に次いで臣下最高位となるが、翌天平2年（730年）9月8日薨去。最終官位は従二位大納言。

## 官歴
『六国史』による。
- 持統天皇7年（693年） 6月4日：直広肆（従五位下に相当）
- 時期不詳：従四位下
- 和銅元年（708年） 3月13日：民部卿。9月30日：造平城京司長官
- 和銅3年（710年） 4月23日：右京大夫
- 時期不詳：従四位上
- 和銅6年（713年） 4月23日：正四位下
- 和銅7年（714年） 正月5日：従三位
- 和銅8年（715年） 5月22日：大宰帥
- 霊亀3年（717年） 2月10日：賜綾10疋・絹20疋・絁30疋・綿300屯・布100端
- 養老2年（718年） 3月10日：中納言
- 養老5年（721年） 正月5日：大納言
- 養老7年（723年） 正月10日：正三位
- 神亀元年（724年） 2月4日：益封50戸
- 神亀4年（727年） 正月7日：従二位
- 天平2年（730年） 9月8日：薨去（従二位大納言）

## 系譜
- 父：多治比嶋[1]
- 母：不詳
- 生母不詳の子女
  - 男子：多治比家主（?-760）[3]